# Leininger Klosterweg
Der Leininger Klosterweg ist ein Rundwanderweg im Pfälzerwald.

## Name und Logo
Der Name bezieht sich zum einen auf das Adelsgeschlecht Leiningen, das über die Region, in der sich der Weg befindet, herrschte, die dadurch den Namen Leiningerland erhielt. Zum anderen verbindet er die beiden ehemaligen Klöster Höningen sowie Hertlingshausen miteinander. Sein Logo bildet die schwarze Silhouette eines Rundbogentors auf gelbem Hintergrund.

## Geschichte
Der Weg wurde am 2. Mai 2015 als zweiter Premiumwanderweg innerhalb der Region – nach dem Leininger Burgenweg – offiziell eingeweiht.

## Verlauf
Der Weg beginnt am Naturfreundehaus Rahnenhof und führt zunächst in westliche Richtung. Im Anschluss verläuft er über den Kieskautberg, den Steinkopf und den Leuchtenberg. Danach erreicht er Höningen, wo er S-förmig hindurchführt; dabei verläuft er zwischen der Jacobskirche und den Klosteranlagen; in diesem Bereich ist seine Route für rund 200 Meter mit der des Fernwanderweg Saar-Rhein-Main identisch. Rund zwei Kilometer weiter überquert er den Eckbach, führt über den Neuhof und schwenkt danach ins Eckbachtal ein, um dem Fluss bis Hertlingshausen zu folgen. Nachdem er den südlichen Bereich des Siedlungsgebiets einschließlich des früheren Klosterbereichs durchquert hat, endet er wieder am Ausgangspunkt.